# Замок Эвора-Монте
Замок Эвора-Монте (порт. Castelo de Évora Monte) — средневековый замок во фрегезии Эвора-Монте города Эштремош округа Эвора Португалии. Возведен в одной из самых высоких точек хребта Осса, в центре села.

## История
Считается, что освоение человеком данного региона началось еще в период первобытности.
Во время Реконкисты на Пиренейском полуострове город Эштремош был захвачен у мавров португальскими войсками под командованием легендарного Жералду Бесстрашного, около 1160 года, примерно тогда же и началось возведение замка.
Укрепления замка были утверждены в фуэрос, дарованной королём Афонсу III (1248—1279) городу. Король Диниш (1279—1325) инициировал усиление оборонительных сооружений Эштремоша (1306).

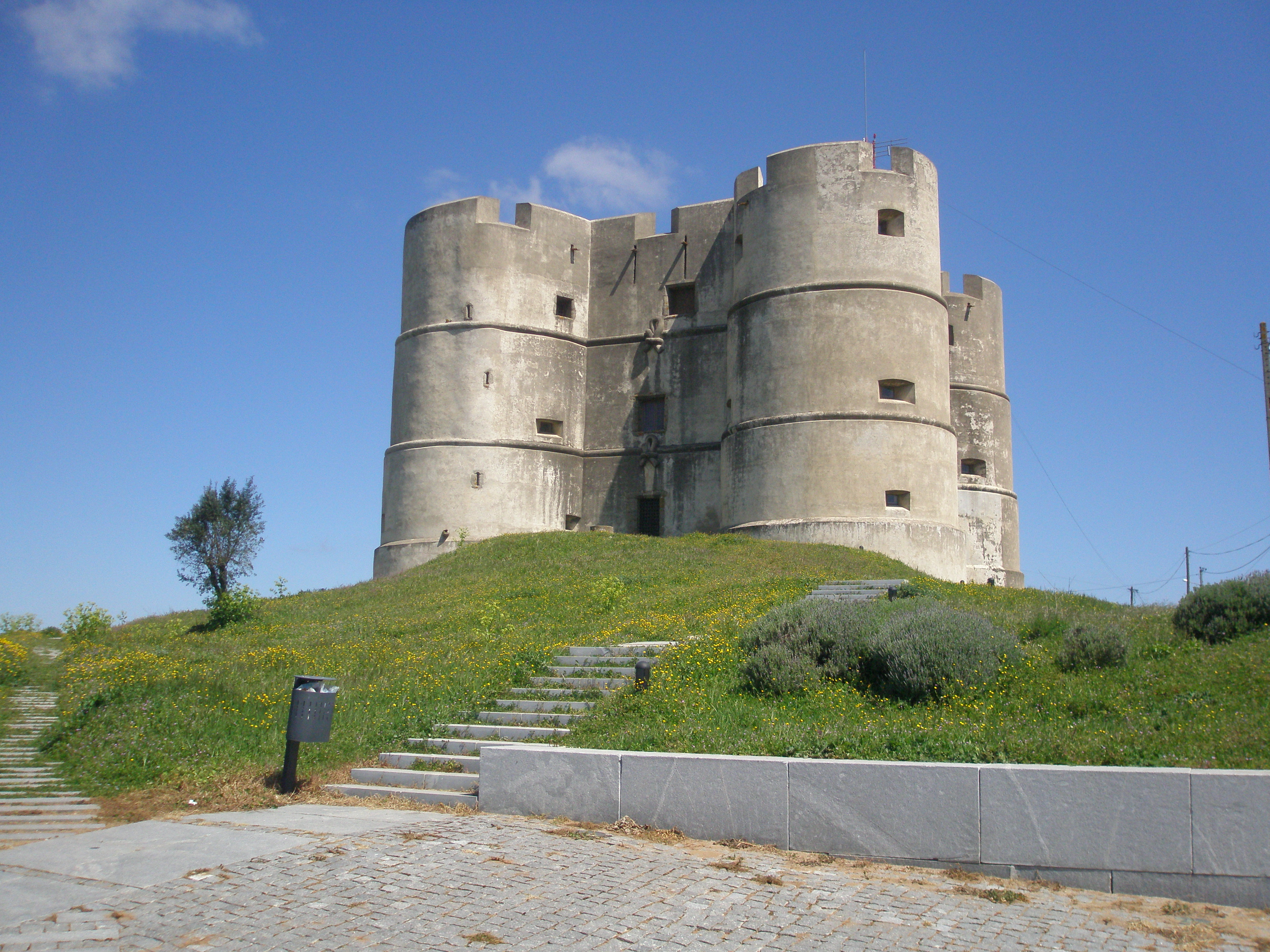
Вид замка.

С утверждением на престоле Жуана I, магистра Ависского ордена, замок Эвора-Монте и его домен перешли во владение коннетабля Нуну Альвареша Перейры, но в конечном итоге были включены в домен Браганса.
Замок был почти разрушен землетрясением 1531 года, но в следующем году под руководством генерал-капитана Теодосиу Браганса был перестроен в дворец стиля итальянского Возрождения.
Город и его замок постепенно теряли своё стратегическое значение по мере укрепления границ Португалии. В замке была подписана Конвенция Эвора-Монте (26 мая 1834), завершившая Мигелистские войны. Наконец, 24 октября 1855 года окрестности замка почти обезлюдели и были поделены между соседними муниципалитетами.
Замок и окрестности города были объявлены национальным памятником 23 июня 1910 года, а в конце 1930-х годов началась реставрация замковых построек.

## Архитектура
Замок выложен из гранитных камней и имеет квадратную планировку, с круглыми башнями по углам, сочетая в себе элементы готического стиля со стилем эпохи Возрождения. Внутри замок разделен на три этажа со сводчатыми потолками, опирающимися на каменные столбы. 